# Waldthurn

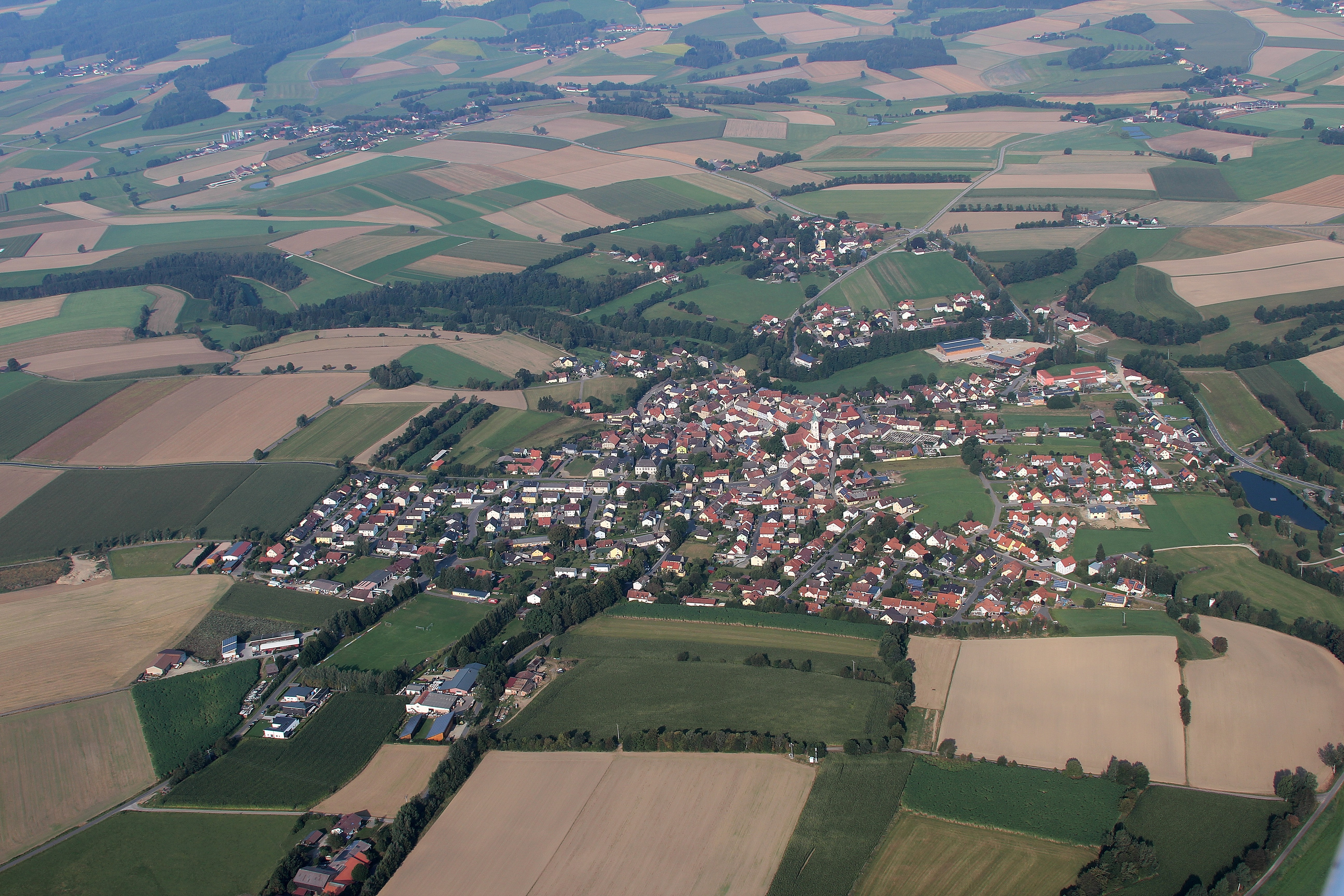
Waldthurn (2016)

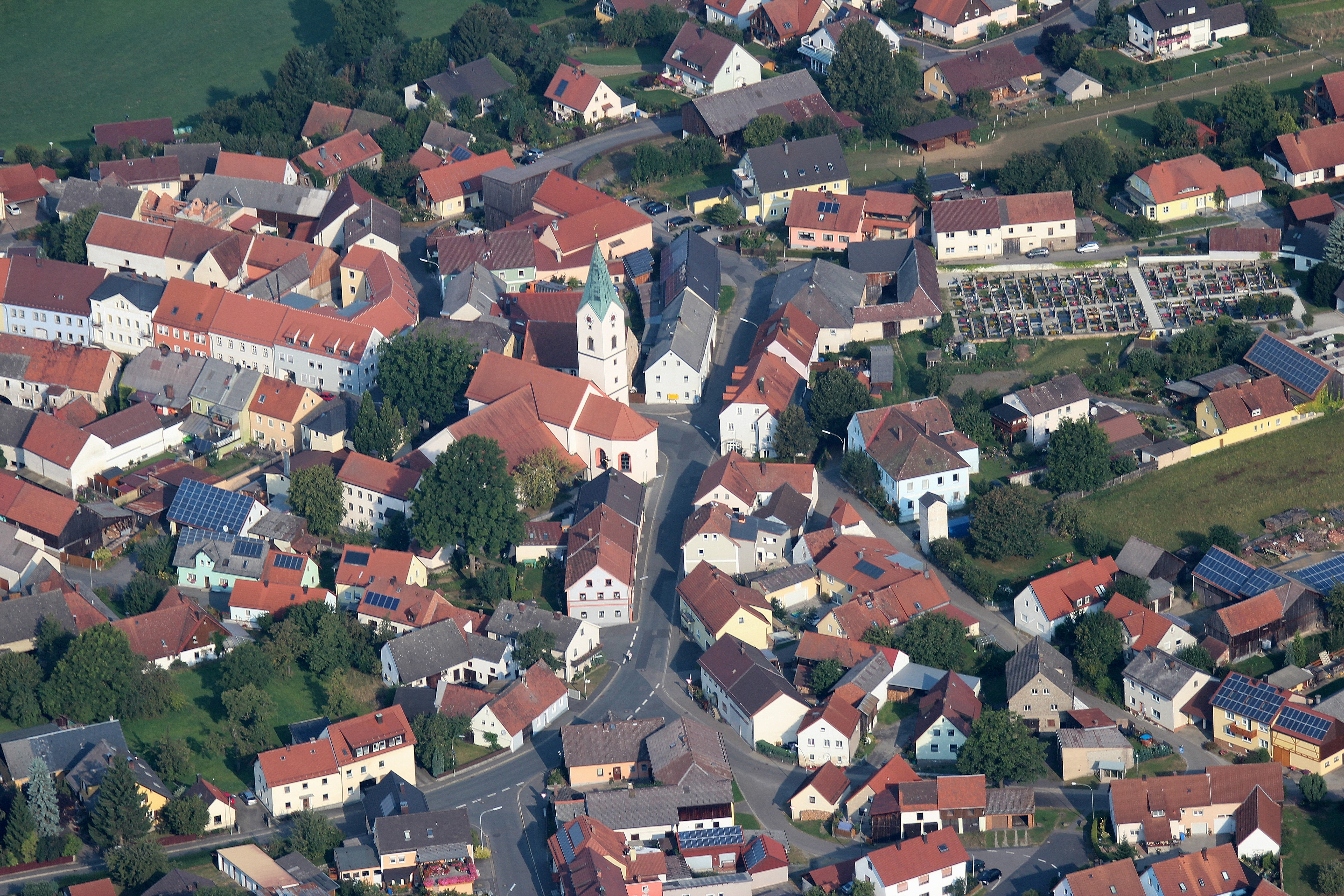
Ortskern mit Pfarrkirche St. Sebastian (2016)

Waldthurn ist ein Markt im Oberpfälzer Landkreis Neustadt an der Waldnaab. Zur Gemeinde Waldthurn gehört der Wallfahrtsort Fahrenberg.

## Gemeindegliederung
Es gibt 20 Gemeindeteile (in Klammern ist der Siedlungstyp angegeben):
- Albersrieth (Dorf)
- Brunnhof (Einöde)
- Buch (Einöde)
- Frankenrieth (Dorf)
- Goldbrunn (Weiler)
- Irlhof (Einöde)
- Kühbachhof (Einöde)
- Lennesrieth (Kirchdorf)
- Lindnermühle (Einöde)
- Maienfeld (Einöde)
- Mangelsdorf (Einöde)
- Oberbernrieth (Dorf)
- Oberfahrenberg (Einöde mit Kirche)
- Ottenrieth (Dorf)
- Sandbachhöf (Einöde)
- Spielberg (Dorf)
- Unterfahrenberg (Weiler)
- Waldthurn (Hauptort)
- Wampenhof (Weiler)
- Woppenrieth (Dorf)

## Geschichte

### Frühe Besiedlung
Seit dem 8. Jahrhundert besiedelten aus dem Osten kommende Slawen nach und nach die Gegend um die Flussläufe Pfreimd und Naab. Slawische Ortsnamen wie Döllnitz, Söllitz, Köttlitz, Gleiritsch, Hohentreswitz oder Trefnitz belegen eine frühe Besiedlung der Gegend um die Pfreimd. Aus dem Osten einsickernde slawische Siedler trafen auf aus dem Süden nordwärts vordringende Bajuwaren. Zwei Handelsstraßen, heute auch Altstraßen genannt, durchzogen das Gebiet der heutigen Oberpfalz. Sie führten meist entlang von Flussläufen. Eine dieser Altstraßen verlief von Sulzbach-Rosenberg kommend über Luhe, Michldorf, Kaimling, Waldau und Waldthurn entlang der Luhe nach Tachau.

### Herrschaft Waldthurn
Seit 1217 ist Friedrich von Waldthurn urkundlich belegt. Zu der Herrschaft Waldthurn gehörten Waldthurn, Lennesrieth, Remmelberg, Letzau (Leutsowe), Pirk, Tresenfeld und die Streubsitzungen Bernhof und Willhof. Nach 1308 hatten die Waldauer die Herrschaft Waldthurn übernommen. Sie nannten sich Waldauer zu Waldthurn. Im Jahre 1335 besaßen sie Letzau mit 7 Höfen, 2 Gütern und zwei öden Höfen. 1352 konnten die Waldauer zu Walthurn vom Kloster Waldsassen mehrere Besitzungen erwerben, neben anderen Waldkirch, Bernrieth, Dimpfl und Fahrenberg, eine klösterliche Niederlassung von Waldsassen. Seit der Mitte des 14. Jahrhunderts bis 1806 war die Herrschaft Waldthurn böhmisches Lehen. Am 10. April 1540 verkaufte Georg von Waldau zu Waldau und Walthurn die Herrschaft Waldthurn mit der Besitzung Schellenberg an Willibald von Wirsberg, der von der Burg Wirsberg bei Kulmbach kam. Ein Salbuch der Herrschaft Waldthurn aus dem Jahre 1666, in dem Besitzverhältnisse erfasst sind, berichtet von einem Kloster in Fahrenberg, in dem „Cisterziensermönche waren, das vor unvordenklichen Jahren abgegangen“. Die vorher an das Kloster Fahrenberg zu entrichtenden Abgaben erhielten die Waldauer zu Waldthurn, später deren Nachfolger die Wirsberger. Als König von Böhmen verkaufte Kaiser Ferdinand III. am 16. Mai 1656 die Herrschaft Waldthurn an den Fürsten Wenzel von Lobkowitz. Die Lobkowitzer waren bis 1806 im Besitz der Herrschaft Waldthurn. Diese verkauften die Herrschaft 1806 an das Königreich Bayern.
Viele der historischen Gebäude gingen beim großen Brand am 5. Oktober 1865 verloren.

### Steuerdistrikt und Gemeindebildung
Das Königreich Bayern wurde 1808 in 15 Kreise eingeteilt. Diese wurden nach französischem Vorbild nach Flüssen benannt (Naabkreis, Regenkreis, Unterdonaukreis usw.). Die Kreise gliederten sich in Landgerichtsbezirke. Die Bezirke wiederum sollten in einzelne Gemeindegebiete eingeteilt werden. 1808 wurde das Landgericht Vohenstrauß in 47 Steuerdistrikte eingeteilt. Einer davon war der Distrikt Waldthurn mit der Einöde Luhmühle. 1821 entstand die eigenständige Gemeinde Waldthurn. Im Zuge der Gebietsreform in Bayern wurden am 1. Januar 1972 die Gemeinden Lennesrieth und Spielberg sowie Gebietsteile der aufgelösten Gemeinde Bernrieth eingegliedert.

### Einwohnerentwicklung
Einwohnerentwicklung in der Gemeinde unter Berücksichtigung der Eingemeindungen:
| Jahr      | 1840 | 1871 | 1900 | 1925 | 1939 | 1950 | 1961 | 1970 | 1987 | 1991 | 1995 | 2005 | 2010 | 2015 | 2020 |
| --------- | ---- | ---- | ---- | ---- | ---- | ---- | ---- | ---- | ---- | ---- | ---- | ---- | ---- | ---- | ---- |
| Einwohner | 1757 | 1677 | 1737 | 1834 | 1890 | 2305 | 1923 | 2052 | 2072 | 2214 | 2157 | 2182 | 2015 | 1946 | 1867 |

- Zwischen 1988 und 2018 sank die Einwohnerzahl von 2067 auf 1913 um 154 Einwohner bzw. um 7,5 %.

## Politik

### Marktgemeinderat
Die Gemeinderatswahlen seit 2014 ergaben folgende Sitzverteilungen:
| Partei/Liste  | Sitze | Sitze |
| Partei/Liste  | 2020  | 2014  |
| CSU           | 5     | 7     |
| Freien Wähler | 4     | 4     |
| SPD           | 3     | 3     |

### Wappen
|                                   | Blasonierung: „Geteilt von Blau und Silber; oben nebeneinander drei durch Mauern verbundene silberne Zinnentürme, unten drei auf niedrigen grünen Hügeln stehende grüne Laubbäume.“ |
| Das Wappen ist seit 1649 bekannt. | |

## Sehenswürdigkeiten
- ehemaliges Lobkowitzerschloss
- Steinkreuze
- Fahrenberg mit Wallfahrtskirche Mariä Heimsuchung

## Persönlichkeiten
- Johann Baptist Hauttmann (1756–1832), Porträtmaler
- Wolfgang Caspar Printz (1641–1717), Komponist, Musikschriftsteller und Romanautor
- Ludwig „Wigg“ Bäuml (* 1954), Maler, Objektkünstler und Mundartdichter
- Albert Rupprecht (* 1968), Politiker (CSU, MdB seit 2002)
- Franz Weig (1927–1992), Landwirt und Politiker (CSU)
- Hans Beimler (1895–1936), Politiker (KPD) und politischer Kommissar des Thälmann-Bataillon im spanischen Bürgerkrieg.[17]
- Franz Vitzthum (* 1973), Sänger (Countertenor)

## Verkehr
Der Bahnhof Waldthurn an der ehemaligen Bahnstrecke Neustadt (Waldnaab)–Eslarn ist stillgelegt.
Durch Waldthurn verläuft die Staatsstraße 2181.

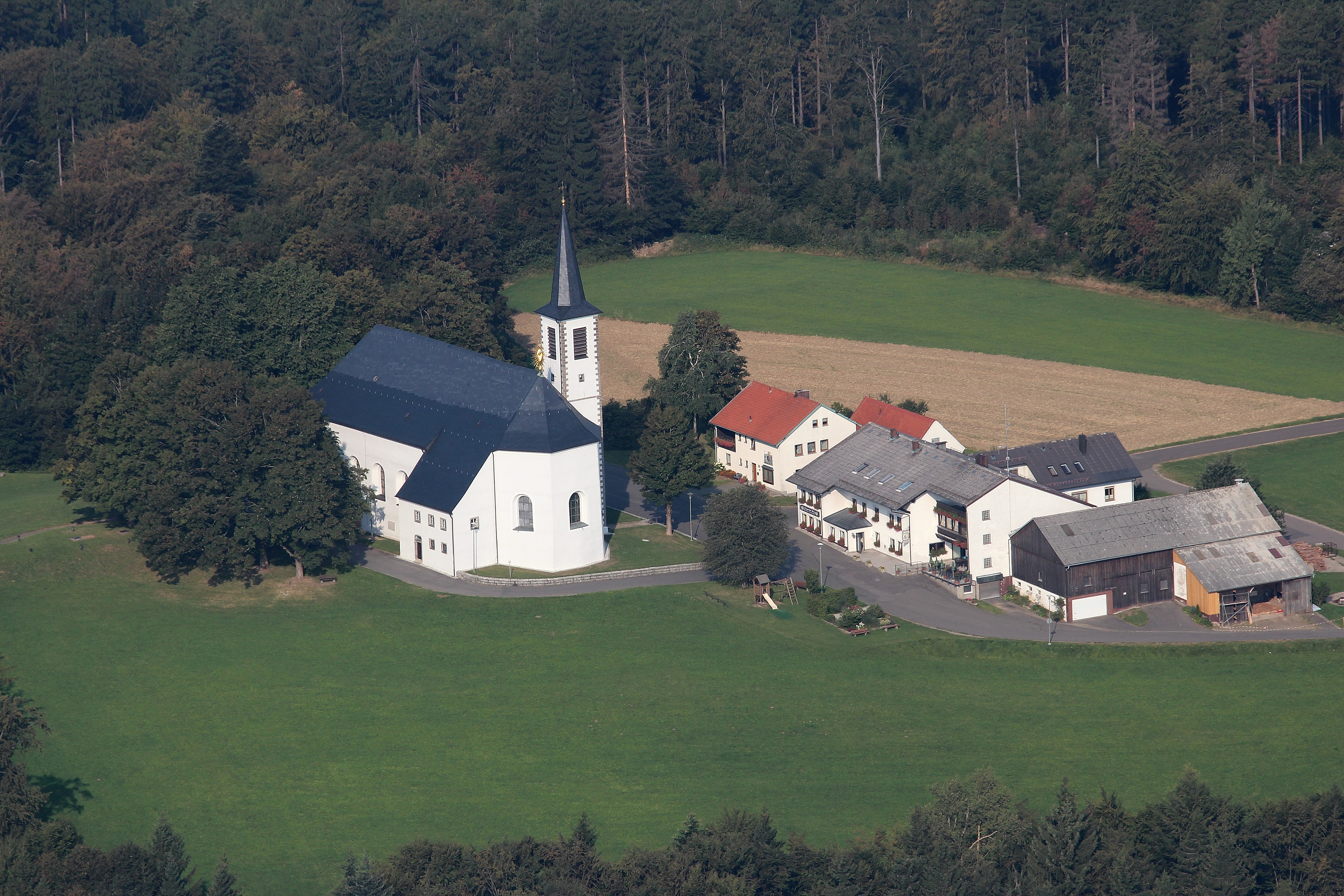
Fahrenberg mit Wallfahrtskirche (2016)
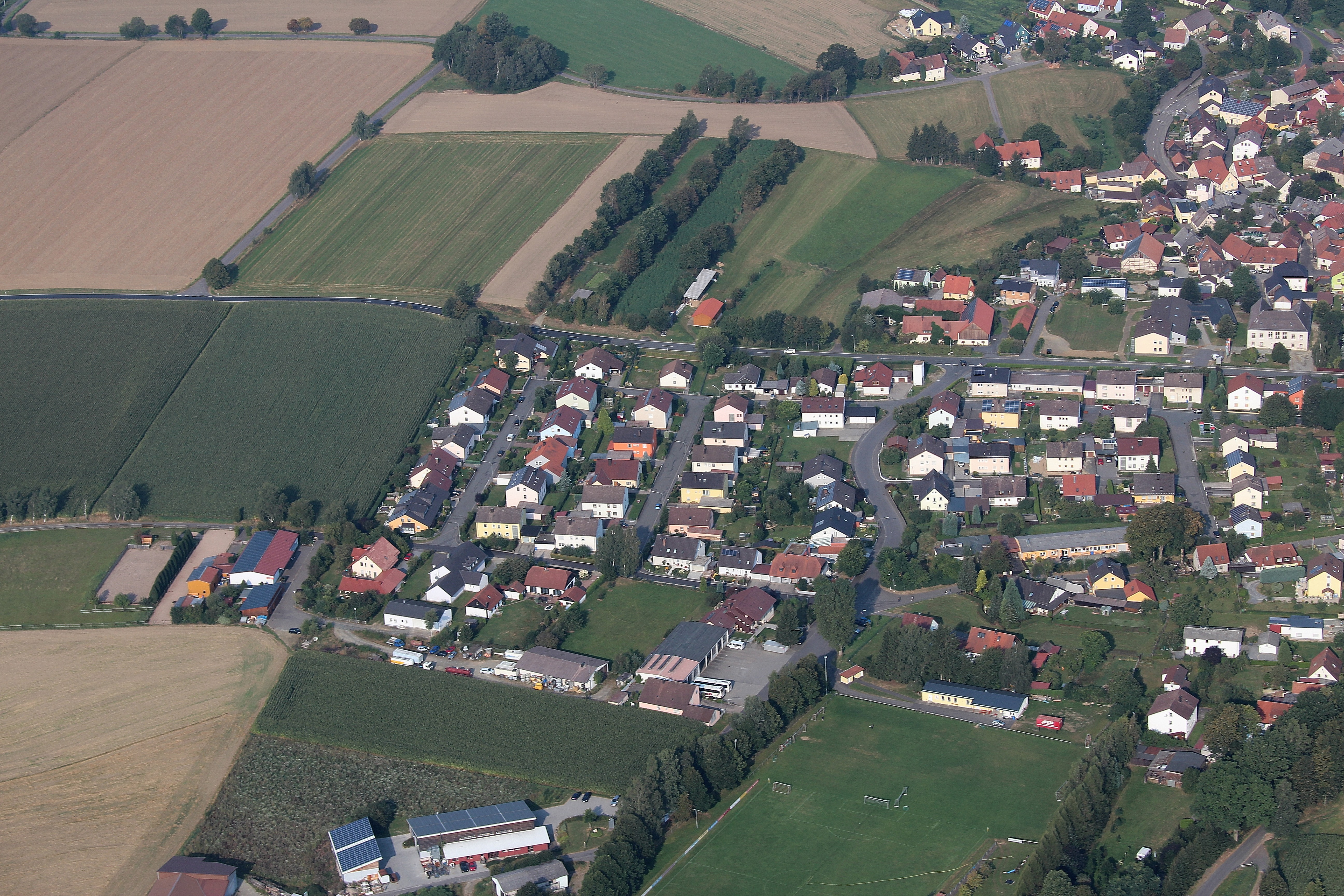
Hofzeil, Sportgelände (2016)
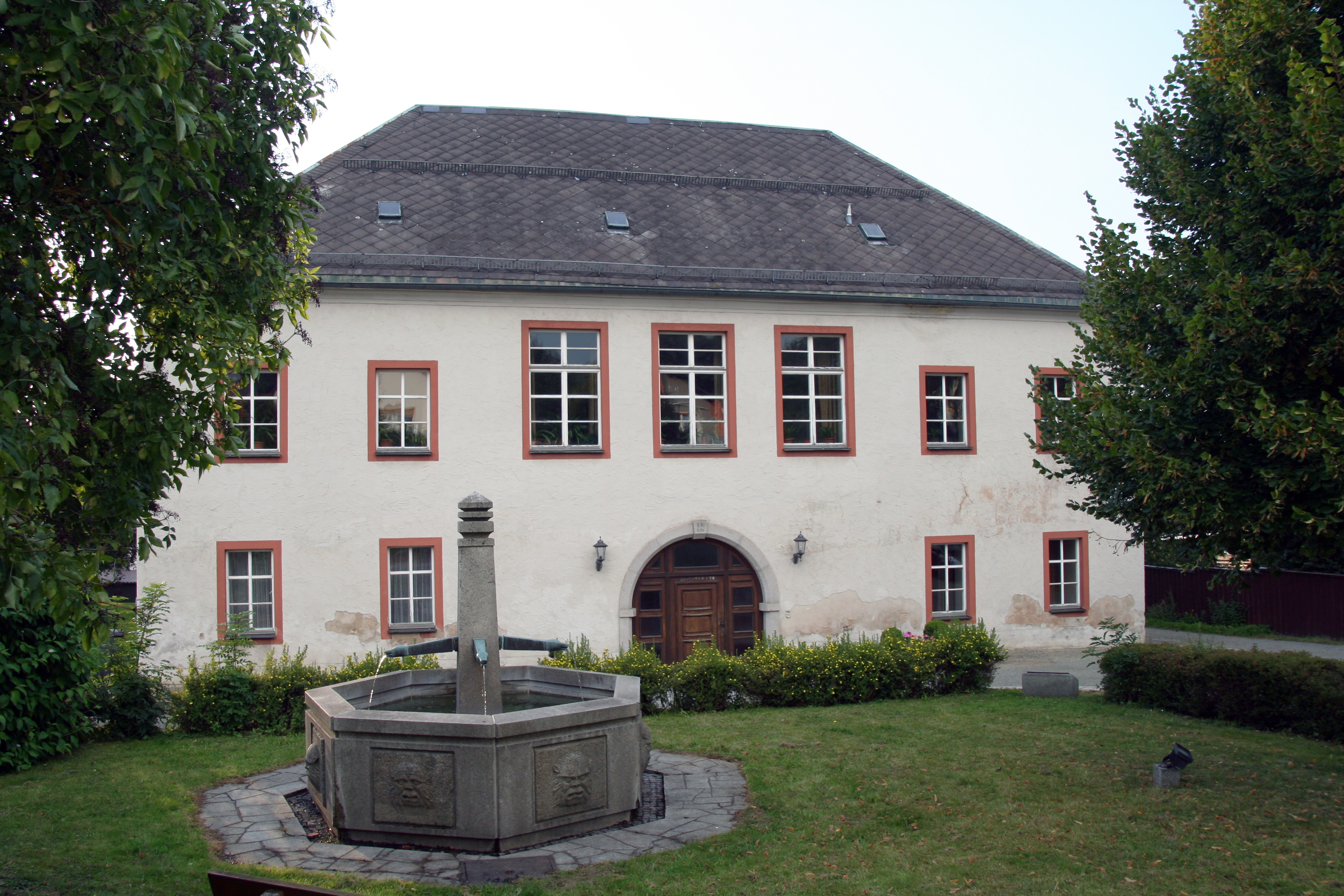
Schloss Waldthurn (2014)
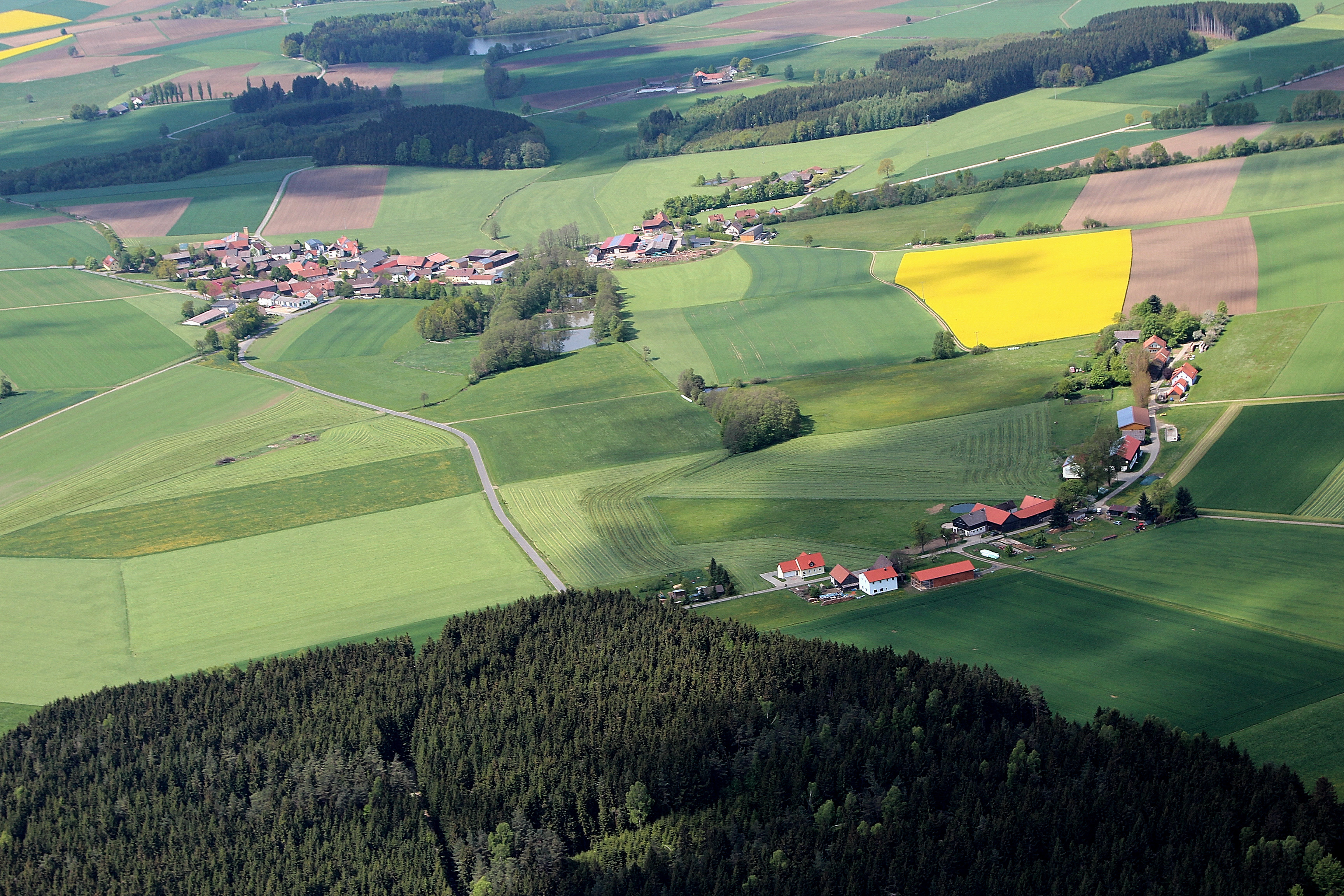
Wampenhof (rechts), Spielberg (2014)
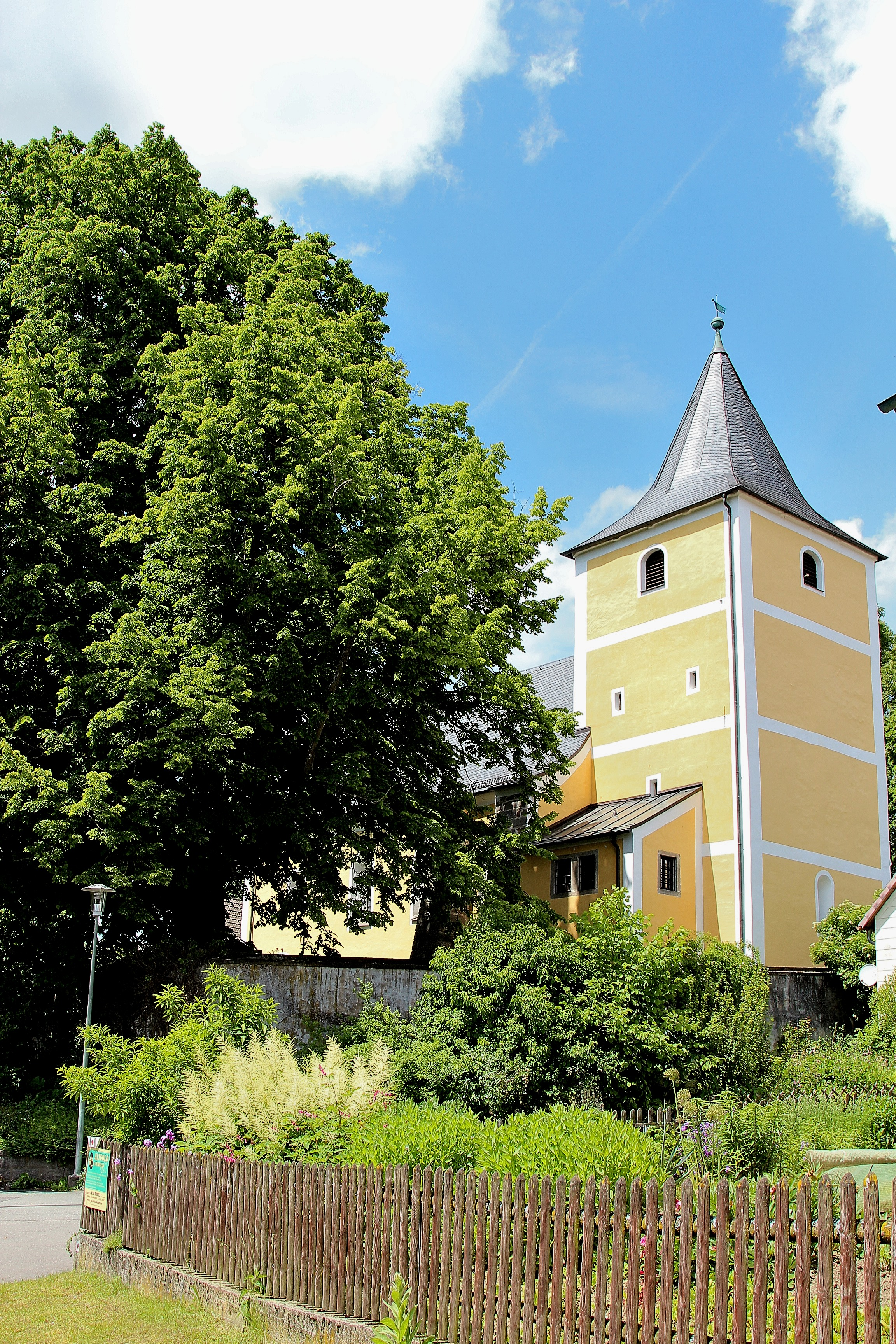
St. Jakob, Lennesrieth (2013)
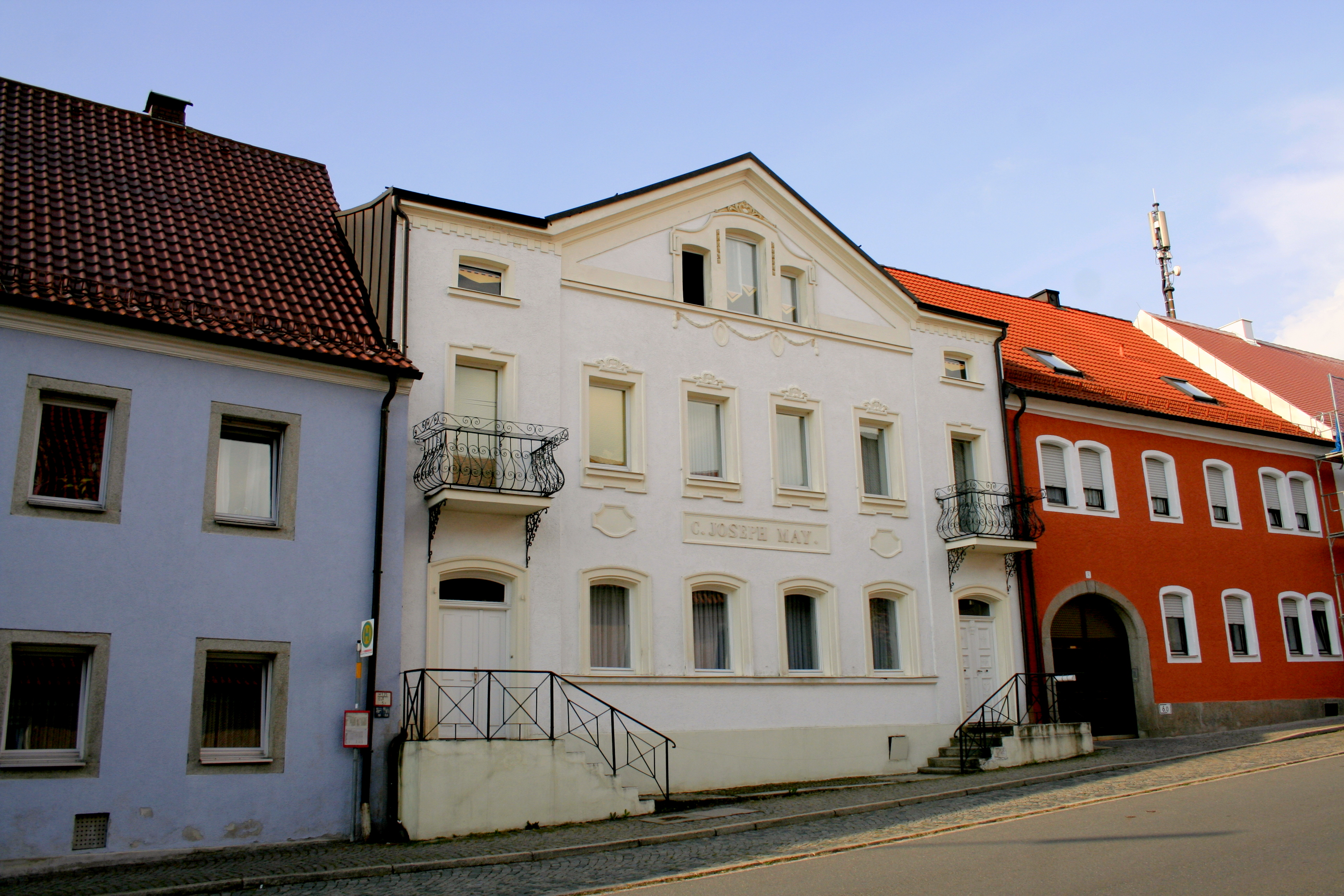
Wohnhaus aus dem Jahre 1890 (2014)